# Martinus-Medaille
Die Martinus-Medaille ist die Bezeichnung von Auszeichnungen der Katholischen Kirche, die von den Bistümern Mainz und Rottenburg-Stuttgart unabhängig voneinander für herausragendes ehrenamtliches Engagement und gelebte Nächstenliebe im Sinn des Diözesanpatrons beider Bistümer, des heiligen Martin von Tours, an Einzelpersonen und Gruppen verliehen wird.
Die Medaille – es gibt sie in Bronze und Silber – ist je nach Diözese unterschiedlich gestaltet, zeigt jedoch auf der Vorderseite das Bild des heiligen Martinus mit dem Bettler in verschiedenen Versionen, auf der Rückseite jeweils ein spezielles Motiv der jeweiligen Diözese. Sie wird in der Regel jährlich am 11. November, dem Gedenktag des heiligen Martin oder am Sonntag, an dem das Patronatsfest gefeiert wird, an maximal 25 Empfänger verliehen.
Die mit dieser Medaille ausgezeichneten Personen haben meistens über viele Jahrzehnte hinweg neben ihrem amtlichen Dienst oder ihrer beruflichen Tätigkeit Zeit, Gesundheit, Kraft und Vermögen im Sinne des heiligen Martin mit anderen geteilt. Sie haben sich für Kirche und Gesellschaft in herausragender und vielfältiger Weise eingesetzt oder Initiativen zur Gründung von gemeinnützigen Vereinen, Selbsthilfegruppen, Aktionen oder Bibel- und Ökumenekreisen ergriffen. Das belobigte Engagement erstreckt sich dabei vom Aufbau von Hospizgruppen und Krankenbesuchsdiensten sowie die Behinderten- und Altenarbeit über die Hilfen für Arbeitslose und Jugendliche oder die Resozialisierung von Straffälligen bis hin zur Unterstützung der Missionsarbeit und von Dritte-Welt-Initiativen, der Erwachsenenbildung und der Frauenarbeit auf Vereins- und Verbandsebene.
Mit der silbernen Martinusmedaille, der höchsten Auszeichnung für ehrenamtliches Engagement, ehrt der jeweilige Bischof unter Berücksichtigung von Beratung und Votum durch das Bischöfliche Ordinariat herausragende Persönlichkeiten aus Kirche und Gesellschaft sowie Gruppen und Einrichtungen, die der Diözese und Kirche in besonderer Weise verbunden sind und deren Beziehung zur Diözese in besonderer Weise kirchlich oder gesellschaftlich verdienstvoll ist.
In der Regel verleiht der Generalvikar der Diözese die Auszeichnung im Namen des Bischofs.

## Medaillenträger
- Josef Wrede, 1975 (Rottenburg)
- Walter Kasper, 1976 (Rottenburg)
- Heinz-Georg Diehl, 1980 (Mainz)
- Maria Elisabeth Stapp, 1983 (Rottenburg)
- M. Mathild Koppers, 1983 (Mainz)
- Margret Marquart, 1985 (Rottenburg)
- Theo Sorg, 1994 (Rottenburg)
- Kurt Diemer, 1996 (Rottenburg)
- Heinz Gauly, 2003 (Mainz)
- August Bochtler, 2011 (Mainz)
- Karl-Lorenz Diehl (Mainz)
- Karl Delorme (Mainz)
- Peter A. Schult, 2016 (Mainz)
- Franz J. Hock, 2021 (Mainz)
- Doris Lorenz, 2023 (Rottenburg)